# M109特戰突擊艇
M109特種作戰突擊艇是中華民國海軍陸戰隊委託罡旻公司製造的突擊艇，由兩棲偵搜大隊與海軍陸戰隊特勤隊操作。

## 特性
M109快艇是參考世界各國現行特種部隊的載具、並配合周邊海域自行研發設計而成。
M109以高強度複合材料製造，具耐風浪特性的深V滑航型設計。具航程遠、速度快等特性。艇上槍座、座椅皆採快拆式設計，使載台可以依其任務快速調整,可執行快反、海上情蒐、滲透突擊、反劫船、及非軍事作戰等任務。

## 服役
2016年海軍建案，首艘於2020年底交艇，2022年完成交船。平時部署海軍港口執行各類任務，也會依戰備需求進駐其它小型港口。

## 圖集

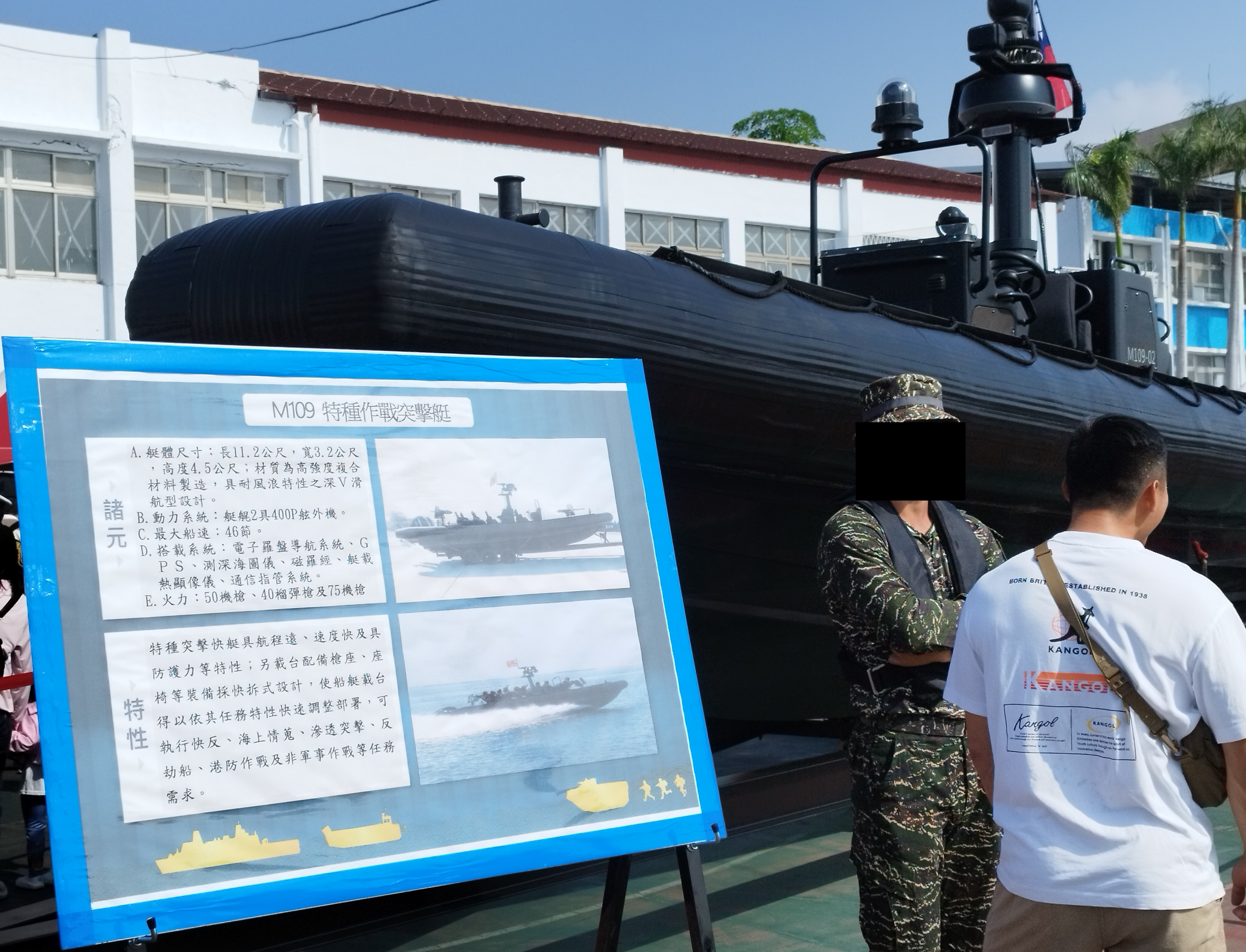
M109突擊艇和介紹牌